# Longitud de la ópera

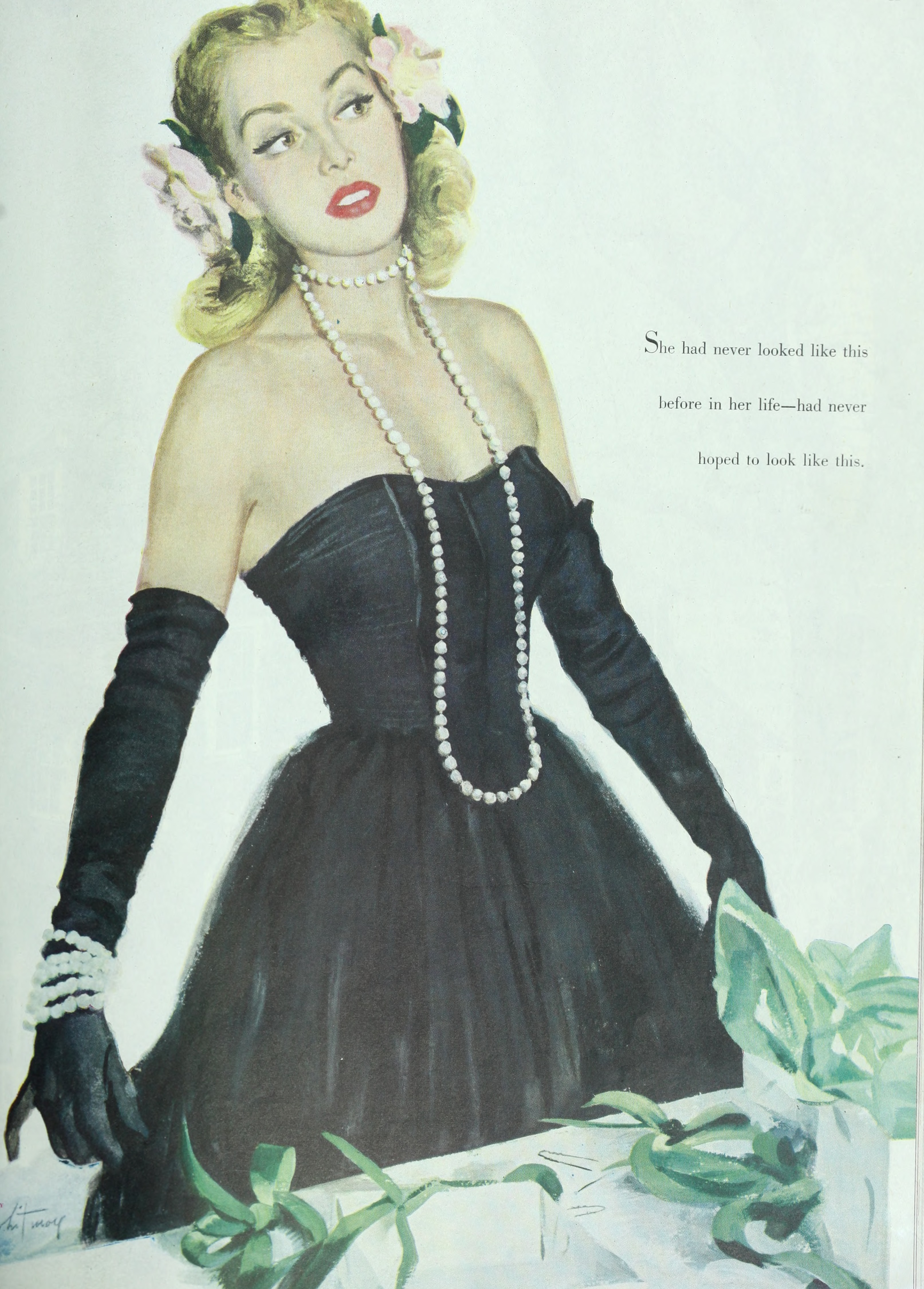
Mujer usando un vestido y guantes, elementos importantes en la moda femenina.

La Longitud de la ópera es un término utilizado para indicar la longitud de la propia ropa o de los accesorios en la moda femenina. La expresión se aplica a lo siguiente.
- Collar[2]
- Guante (llamado "Guante de gala")
- Medias[3] (tamaño[4][5])
- Boquilla

Los hay de diferentes longitudes, desde cortos hasta largos, pero el que se representa como "ópera" suele ser el más largo de ellos.
La "ópera" es un arte escénico típico de la cultura occidental. Se desconoce la relación entre ésta y la "longitud de la ópera". Sin embargo, las mujeres que interpretan los papeles principales en los baile de la Ópera, como las debutantes, llevan tradicionalmente collares largos y guantes largos. La palabra "longitud de ópera" se utiliza para esas longitudes.